# 兵庫師範学校
兵庫師範学校（ひょうごしはんがっこう）は、第二次世界大戦中の1943年（昭和18年）に兵庫県に設置された師範学校。
本項は、兵庫県師範学校・兵庫県明石女子師範学校などの前身諸校を含めて記述する。

## 概要
- 兵庫県師範学校・兵庫県明石女子師範学校の統合・官立移管により設置され、男子部・女子部を置いた。
- 1874年（明治7年）設置の兵庫県師範伝習所などを起源とする。
- 第二次世界大戦後の学制改革で、新制神戸大学教育学部（現・国際人間科学部）の前身の一つとなった。
- 同窓会は 「神戸大学紫陽会」 と称し、旧制（兵庫師範・兵庫青師）・新制（教育学部・発達科学部）合同の会である。

## 沿革

### 豊岡県立、飾磨県立、旧・兵庫県立並設期

#### 教員伝習所、豊岡県師範学校、飾磨県師範学校
- 1874年4月：豊岡県教員伝習所を設置（1875年6月 豊岡県師範学校と改称）。
- 1874年10月：飾磨県教員伝習所（1875年 飾磨県師範学校と改称）、兵庫県師範伝習所を設置。

### 兵庫県立期

#### 神戸師範学校
- 1877年1月：豊岡県、飾磨県、兵庫県の各師範学校を統合して、神戸師範学校を設立。
- 1878年4月：附属小学校開校。

#### 兵庫県尋常師範学校
- 1886年9月：師範学校令に準拠、兵庫県尋常師範学校となる。

#### 旧・兵庫県師範学校、兵庫県第一師範学校、兵庫県御影師範学校、兵庫県師範学校
- 1897年10月：師範教育令に準拠、兵庫県師範学校と改称。
- 1899年7月：武庫郡御影町の新校舎に移転。
- 1900年4月：兵庫県第一師範学校と改称。
- 1901年8月：兵庫県御影師範学校と改称。
- 1907年12月：寄宿舎焼失、再建に当たり小寄宿舎制を導入。
  - 上級生による下級生いじめの緩和が図られた。
- 1915年：第2部を設置（修業年限1年、中学校卒業者対象）。
- 1917年：第一回日本フートボール大会（現・全国高等学校サッカー選手権大会）優勝。以後1923年まで無敵の七連覇を果たす。
- 1924年4月：通学許可制導入（全寮制崩壊）。
- 1926年5月：専攻科を設置（修業年限1年）。
- 1931年：第2部、2年制となる。
- 1933年12月：文部省告示第323号により、兵庫県師範学校の1936年4月開校が公示される。
- 1936年4月：御影師範学校と姫路師範学校とを統合して、兵庫県師範学校設立。
  - 新校舎完成までは、各師範学校校舎を分校として使用。
  - 姫路師範学校廃止の代償として、県立工業学校を設立（現・兵庫県立姫路工業高等学校）。
- 1938年6月：武庫郡住吉村赤塚山の新校舎にて新築開校式開催。
  - 寄宿舎は軍隊式の大寄宿舎制となり、当初は旧師範学校間の主導権争いが問題となった。
  - 旧御影師範学校校舎は、1938年から1939年にかけて、旧制灘中学校が仮校舎として使用した。また、1940年からは神戸商業大学予科の校舎となった。

#### 兵庫県第二師範学校、兵庫県姫路師範学校
- 1901年2月：兵庫県第二師範学校として設立（兵庫県姫路市）。
  - 寄宿舎の自治が許されるなど、比較的自由な学校であったとされる。
- 1901年8月：兵庫県姫路師範学校と改称。
- 1903年4月：附属小学校開校。
- 1908年：第2部を設置（修業年限1年）。
- 1936年4月：御影師範学校と姫路師範学校とが統合され、兵庫県師範学校設立。

#### 兵庫県明石女子師範学校
- 1902年2月：兵庫県明石女子師範学校設立（兵庫県明石郡明石町）。
- 1904年4月：附属小学校開校。
- 1910年：第2部を設置（修業年限1年）。
- 1917年：第2部、2年制となる。
- 1921年：第2部募集中止。
- 1924年：第2部、1年制で復活。

### 官立期

#### 兵庫師範学校
- 1943年4月：勅令第163号により、官立兵庫師範学校設立。
  - 兵庫県師範学校と兵庫県明石女子師範学校を統合。
  - 旧兵庫県師範学校に男子部を、旧明石女子師範学校に女子部を設置。
  - 男子部予科は旧御影師範学校校舎に設置（神戸商業大学予科と同居）。
- 1945年6月：空襲により、男子部予科校舎・寄宿舎を焼失。
- 1946年4月：予科・本科第2学年、篠山分校に移転。
  - 本科第2学年は年内に赤塚山に復帰。
- 1947年4月：赤塚山および明石にそれぞれ男子部・女子部附属中学校を開校。
- 1949年5月：新制神戸大学発足、神戸大学兵庫師範学校として包括される。
  - 兵庫師範は兵庫青師とともに教育学部の母体となった。
  - 赤塚山校地には教育学部が置かれた。御影校地は御影分校となった。
  - 女子部校地は明石分校（明石市山下町1丁目、1957年5月廃止）となった。
- 1951年3月：神戸大学兵庫師範学校、廃止。

## 歴代校長
兵庫県御影師範学校（前身諸校を含む）
- 校長：山宮竹次（1877年2月-1877年11月）
- 校長：天野皎（1877年11月-1878年6月）
- 校長心得：神矢粛一（1878年6月-1878年11月）
- 校長：津田純一（1878年11月-1879年6月）
- 校長：横瀬文彦（1879年7月-1881年1月）
- 校長：本山彦一（1881年1月-1882年2月）
- 校長：横瀬文彦（1882年2月-1882年9月）
- 校長：吉田義静（1882年9月-1883年1月）
- 校長：山宮竹次（1883年1月-1883年8月）
- 校長：久保春景（1883年9月-1884年4月）
- 校長：川上彦次（1884年9月-1885年7月）
- 校長：野村致知（1885年7月-1886年7月）
- 校長補：藤井雅太（1886年7月-1887年4月）
- 校長：野村致知（1887年4月-1889年10月）
- 校長：三橋得三（1889年10月-1892年4月）
- 校長：山路一遊（1892年4月1日-1893年5月11日）
- 校長：伊村則久（1893年5月17日-1899年6月28日）
- 校長：松尾貞次郎（1899年6月28日-1903年1月26日）
- 校長事務取扱：寺内頴（1903年1月-1903年2月）
- 校長事務取扱：小森慶助（1903年2月16日-1903年2月27日）
- 校長：奥田教佶（1903年2月27日-1903年12月18日）
- 校長：和田豊（1904年1月27日-1921年3月）
- 校長：堀卓次郎（1921年3月31日[1]-1927年5月）
- 校長：安井清雄（1927年5月-1936年3月）

兵庫県姫路師範学校
- 校長：野口援太郎（1901年2月4日-1919年8月）
- 校長：渡辺周太郎（1919年8月-1925年4月）
- 校長：山本昇（1925年4月-1932年3月）
- 校長：苦瓜恵三郎（1932年3月-1936年3月）

兵庫県師範学校
- 校長：清水暁昇（1936年4月-1941年4月）
- 校長：正田隆（1941年4月-1943年3月）

兵庫県明石女子師範学校
- 校長：藤堂忠次郎（1903年2月19日-1909年2月）
- 校長：井田竹治（1909年4月2日-1921年3月）
- 校長：志村伴次郎（1921年3月31日[2]-1924年7月）
- 校長：高橋勝一（1924年7月-1935年3月）
- 校長：佐伯千尋（1935年3月-1943年3月）

官立兵庫師範学校
- 校長：勝部謙造（1943年4月1日[3]-1944年9月）
- 校長：桜井役（1944年9月-1946年3月）
- 校長：福富正吉（1946年12月-1951年3月）

## 校地の変遷と継承
兵庫師範学校男子部

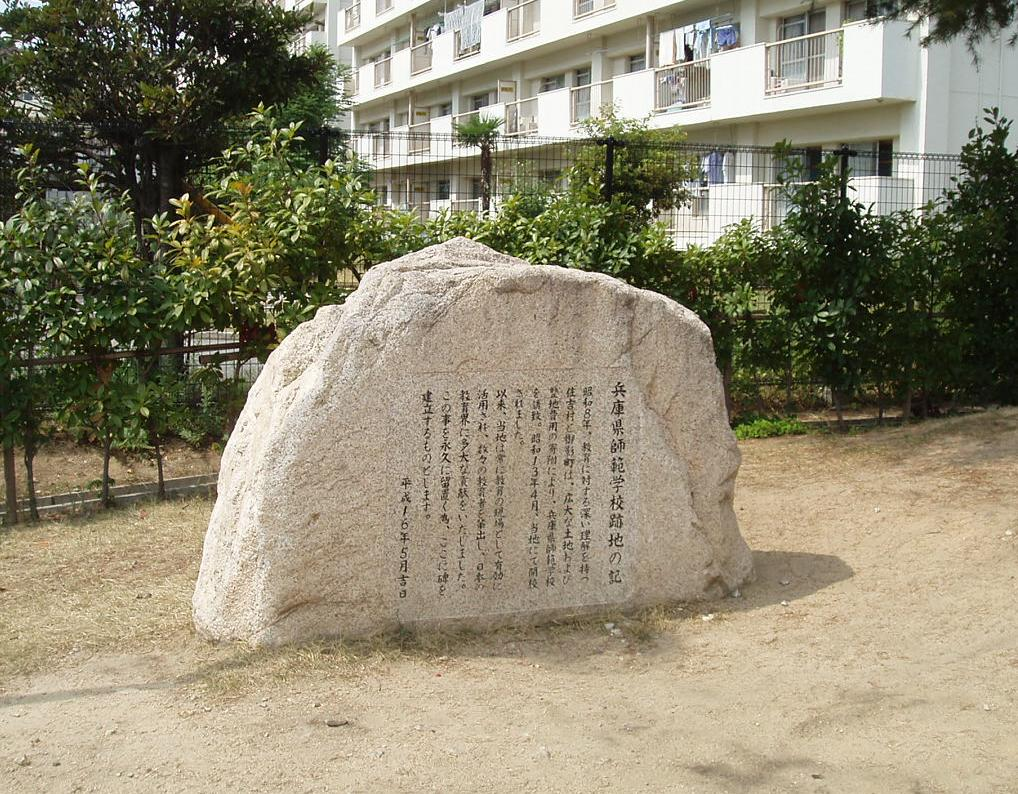
男子部校舎跡地（赤塚山）

前身の兵庫県師範学校から引き継いだ武庫郡住吉村赤塚山（現・神戸市東灘区住吉山手）の校地を使用した。赤塚山校地は後身の新制神戸大学教育学部に引き継がれ、1968年12月に現在の六甲台に移転するまで使用された。跡地は1998年まで神戸市立赤塚山高等学校（神戸市立六甲アイランド高等学校を参照）に使用された。現在、旧赤塚山校地には赤塚山合同宿舎が建てられている。附属校（神戸大学附属中等教育学校）は現在も赤塚山に立地している。
男子部予科は、武庫郡御影町（現・神戸市東灘区御影中町3丁目）の旧兵庫県御影師範学校校舎で発足した。校舎は神戸商業大学予科と同居であった。1945年6月の空襲で予科校舎は焼失し、篠山の旧陸軍兵舎に移転した（神戸医科大学・兵庫農科大学も参照）。旧御影校地は新制神戸大学に引き継がれ、御影分校となったのち、神戸市立御影工業高等学校に使用された（神戸商業大学 (旧制)#予科の校地を参照）。
兵庫師範学校女子部
前身の兵庫県明石女子師範学校から引き継いだ明石市山下町の校地を使用した。明石校地は後身の新制神戸大学教育学部に引き継がれて明石分校となり、1957年の分校廃止まで使用された。附属校（神戸大学附属幼稚園・同附属小学校）は現在も明石に立地している。

## 著名な出身者
神戸大学の人物一覧を参照。

## 関連書籍
- 神戸大学教育学部五十年史編集委員会（編）　『神戸大学教育学部五十年史』　神戸大学紫陽会、2000年11月。
- 神戸大学教育学部沿革史編集委員会（編）　『神戸大学教育学部沿革史』　神戸大学教育学部、1971年3月。
- 神戸大学百年史編纂委員会 『神戸大学百年史』 通史Ⅰ 前身校史、2002年。